# Joachim-Friedrich Huth
Joachim-Friedrich Huth (* 31. Juli 1896 in Neuhof (heute zu Kuhfelde); † 27. März 1962 in Koblenz) war ein deutscher Generalleutnant der Luftwaffe der Bundeswehr.

## Leben
Huth trat kurz vor Ausbruch des Ersten Weltkriegs am 13. Juli 1914 in die Preußische Armee ein. Seit 4. Januar 1915 war er als Leutnant u. a. als Zug- und Kompanieführer im 3. Posenschen Infanterie-Regiment Nr. 58 im Einsatz. Im Juni 1917 wechselte er zur Fliegertruppe und erzielte dort bis Kriegsende einen bestätigten Abschuss. Während des Krieges wurde Huth mit dem Eisernen Kreuz II. und I. Klasse ausgezeichnet. Da Deutschland nach dem Krieg durch den Versailler Vertrag eine Fliegertruppe bzw. Luftwaffe verboten war, quittierte Huth als Oberleutnant seinen Dienst.
Huth trat dann am 1. März 1934 als Hauptmann wieder der Luftwaffe bei und gelangte in bedeutende Positionen. Als Hauptmann war er vom 1. August 1938 bis 1. November 1938 Kommandeur der II. Gruppe des Jagdgeschwaders 132. Er wurde u. a. Kommodore des Zerstörergeschwaders 26 „Horst Wessel“, in dieser Funktion erhielt er am 11. September 1940 das Ritterkreuz des Eisernen Kreuzes. Von 1942 bis Ende 1944 führte Huth verschiedene Jagddivisionen, am 30. November 1944 übernahm der Generalleutnant das Kommando über das I. Jagdkorps. Am 26. Januar 1945 wurde er zum Kommandierenden General des II. Fliegerkorps ernannt. Diese Stellung hatte er bis Kriegsende inne und geriet im Anschluss in Kriegsgefangenschaft, aus der er Mitte 1946 entlassen wurde.
1956 trat Huth als Generalmajor in die gerade gegründete Bundeswehr ein und übernahm neu aufgestellte Dienststellen. Er führte bis 1957 das Kommando der Schulen der Luftwaffe in Fürstenfeldbruck und vom Dezember 1957 bis zu seiner Pensionierung 1961 als Kommandierender General die Luftwaffengruppe Süd in Karlsruhe. Er wurde als Generalleutnant mit einem Großen Zapfenstreich aus der Bundeswehr verabschiedet.
Huth war verheiratet.